# Georg Robert Neher
Georg Robert Neher (* 28. Mai 1838 in Schaffhausen; † 19. September 1925 ebenda) war ein Schweizer Kaufmann und Unternehmer.

## Leben
Georg Robert Neher wurde in Basel zum Kaufmann ausgebildet, arbeitete danach bei einer Bank in Paris und kehrte dann nach Schaffhausen zurück. Dort übernahm er von seinem Onkel Johann Conrad Neher die Geschäftsleitung der Schweizerischen Waggons-Fabrik, die neben Eisenbahnmaterial auch Handfeuerwaffen herstellte. Zeitweise leitete er auch das Eisenbergwerk Gonzen.
Als Vertreter der J. G. Neher Söhne & Cie. war Georg Robert Neher wesentlich an der Ansiedlung des ersten europäischen Aluminiumwerks in Neuhausen und der Gründung der Aluminium Industrie AG Neuhausen (AIAG) beteiligt.
1910 wechselte er in den Verwaltungsrat der späteren SIG und war darüber hinaus Mitglied in Verwaltungsräten mehrerer weiterer Unternehmen.
Georg Robert Neher war Oberst der Schweizer Armee.

## Familie
Stammvater der Familie Neher, die zahlreiche Unternehmerpersönlichkeiten hervorgebracht hat, war Johann Georg Neher. Georg Robert Neher war sein Enkel und Sohn von Bernhard Neher. Er war mit Henriette Ernestine Jakobeit verheiratet. Beider Sohn war der spätere Aluminiumindustrielle Robert Victor Neher.